# Wacław Karczewski

Herb Jasieńczyk

Wacław Karczewski, pseudonim Marian Jasieńczyk (ur. 1855 w Woli Siennieńskiej, zm. 24 listopada 1911 w Krakowie) – bibliotekarz Muzeum Narodowego Polskiego w Raperswilu, pisarz i dziennikarz.

## Życiorys
Rodzina pieczętowała się herbem Jasieńczyk, stąd pseudonim Jasieńczyk. Syn Feliksa Franciszka i Justyny baronowej Heydel (1836-1864). Matka Wacława zmarła w wieku 27 lat. Wacław liczył wówczas 9 lat.
Dzieciństwo spędził w rodzinnym majątku Wielgie, gdzie wychowywał się wraz ze swoimi krewnymi – przyszłym malarzem Jackiem Malczewskim i przyszłym historykiem Karolem Potkańskim. W młodości kształcił się pod kierunkiem Adolfa Dygasińskiego. W latach (1873-1877) przebywał w Krakowie ucząc się w szkole średniej, następnie w Wyższej Szkole Przemysłowo-Handlowej w Krakowie. W Krakowie odbył też roczną służbę wojskową. W latach (1877-1884) przebywał we własnym majątku ziemskim Kuczki w powiecie radomskim, przewodząc okolicznej "złotej młodzieży". Lata (1894-1898) spędził w Genewie.
Karierę dziennikarską rozpoczął od zamieszczenia korespondencji na łamach "Wędrowca". Publikował też przekłady z literatury francuskiej, wiersze, opowiadania i jednoaktówki. Wtedy to przybrał pseudonim "Marian Jasieńczyk". Pierwszym znaczącym sukcesem Karczewskiego był dramat "Lena". Sztukę tę wystawiano w Łodzi, Warszawie, Krakowie, Lwowie i Petersburgu. Grała w niej m.in. sławna aktorka Maria Wisnowska. Nagrodzony za dramat "Lena" w 1885 roku na konkursie im. Bogusławskiego ogłoszonym przez "Gazetę Polską". Przez wiele lat pracował jako dziennikarz, m.in. Kurjera Warszawskiego (1888-1893).
Następnie od 1900 roku do 1910 jako bibliotekarz w Muzeum Rapperswilskim, gdzie podjął starania mające na celu uzdrowienie tamtejszych spraw organizacyjnych i stosunków personalnych. Akcja ta jednak spotkała się z oporem władz muzealnych i zakończyła złożeniem przez Karczewskiego dymisji. Wkrótce nastąpiła spowodowana gwałtowną chorobą śmierć pisarza (w kilka godzin po przewiezieniu na polską ziemię), co spowodowało, że prasa ówczesna okrzyknęła go "ofiarą raperswilskiego skandalu". U podnóża zamku w Rapperswilu Karczewski wzniósł dworek, nazwany: „Zagroda”, który stał się ośrodkiem życia towarzyskiego polskiego środowiska emigracyjnego.

## Twórczość
- pierwsza nowela "Kruczek" drukowana w Dzienniku Łódzkim
- tom nowel "Drobiazgów garść" (1887)
- "Lena" – dramat (1887)
- Napisał powieści: "W Wielgiem" (1898) i "Mieczek Wieliski" – powieść autobiograficzna drukowana w odcinkach w "Słowie Polskim" (1910). Najwybitniejszym osiągnięciem w literackim dorobku Karczewskiego jest powieść "W Wielgiem", która doczekała się kilku wydań. Dzieło to, poruszające tematykę wiejską, wyprzedza pod względem tematu (konflikt małżeński w rodzinie chłopskiej), rysunku psychologicznego postaci, techniki opowiadania, sposobu użycia gwary i poetyzacji tekstu, takie utwory, jak np. "Chłopi" Władysława Reymonta[4].

## Życie prywatne
W 1887 roku poślubił Helenę Malczewską, córkę Juliana Malczewskiego, generalnego sekretarza Towarzystwa Kredytowego Ziemskiego guberni radomskiej. Brat Heleny – Jacek Malczewski był słynnym polskim malarzem. Wacław Karczewski spoczywa na cmentarzu Rakowickim w Krakowie.